# Enrique Vicuña Subercaseaux
Enrique Vicuña Subercaseaux (Santiago, Chile; 1874 - Santiago, julio de 1908) fue un político chileno.

## Primeros años de vida
Hijo del destacado hombre público Claudio Vicuña Guerrero y Lucía Subercaseaux Vicuña. Educado en los Sagrados Corazones, el Colegio San Ignacio y en el Instituto Nacional de Santiago.
Heredó valiosas pertenencias agrícolas en las provincias de Aconcagua y Colchagua, actividades que mezcló con la labor política.

### Matrimonio e hijos
Se casó en Santiago, el 1 de febrero de 1896, con María Teresa Viel Cabero, y tuvieron tres hijos.

## Vida política
Militante del Partido Liberal Democrático, fue seguidor de los ideales de su padre, y junto a sus hermanos llevó muchas de las iniciativas de ley que su padre anhelaba para el país.
Elegido Diputado en 1897 por Valparaíso y Casablanca, siendo reelegido en 1900, perteneciendo en ambos períodos a la Comisión permanente de Hacienda y Agricultura. Sin embargo, fue encargado por el gobierno a una misión diplomática y el 22 de abril de 1901 se incorpora en su reemplazo Emilio Bello Codesido.
Reelegido a la Cámara de Diputados en 1903, esta vez por Limache y Quillota; integró la Comisión permanente de Instrucción Pública.
En 1906 volvió a representar como Diputado a la agrupación de Valparaíso y Casablanca; sin embargo, falleció en febrero de 1908, a los 34 años de edad.